# マジか!?のHOW TOバラエティ 関∞ピース
『マジか!?のHOW TOバラエティ 関∞ピース』（マジかのハウトゥーバラエティ かんピース）は、TBS系列で2011年1月3日に放送された特別番組。関ジャニ∞の冠番組である。尚、関ジャニ∞としてはTBS系で初の単独冠番組となる。

## 概要
本番組は、言われてみれば気になるような謎や素朴な疑問を関ジャニ∞のメンバーが徹底調査する番組。
「レインボーカクテルを作るHOW TO」では、村上信五、錦戸亮、大倉忠義の3人が1つのシェイカーから7色のカクテルが出来るという、幻のレインボーカクテル作りに挑むなど、“誰でもトリックアートが自分で書けるようになる”や“誰でもスーザン・ボイルのような美声になる”という“HOW TO”を関ジャニ∞が体当たりでチャレンジしていき、“0から1の工程”を紹介し、そのやり方を視聴者に教えていくと言う構成となっている。
2011年1月3日（月曜日）23:40 - 翌1:10（JST）に番組初回が放送された。

## 出演者
- 関ジャニ∞（横山裕、渋谷すばる、村上信五、丸山隆平、安田章大、錦戸亮、大倉忠義） - 司会
- 堺正章 - 司会

## 放送内容
- 放送日：2011年1月3日
  - ゲスト：片瀬那奈、河本準一（次長課長）、柳原可奈子

## スタッフ
- ナレーター：伊津野亮
- 構成：安達××、岸本宙、藤谷弥生、成瀬正人、菊池グリグリ◎
- TM：長谷川晃司
- TD：橋場照幸
- VE：荒井秀訓
- CAM：柳田智明
- MIX：龍田幸久
- LD：矢作和彦
- 美術プロデューサー：池田全
- デザイン：中川日向子
- 美術制作：朝川菜美
- 装置：森田正樹
- 操作：荷田豊
- 電飾：梅本孝
- 装飾：後藤千鶴
- 衣裳：岡崎貴子
- 持道具：寺澤麻由美
- メイク：アートメイク・トキ
- 技術協力：東通、八峯テレビ、アンサーズ
- 美術協力：アックス
- CG：大宮司徳盛
- 編集：田村啓一郎
- MA：横田良孝
- 音効：伊藤誠
- リサーチ：野田啓太
- 協力：ジャニーズ事務所
- 編成：藤原麻知
- 宣伝：安倍由美
- TK：常藤直子
- デスク：渡辺香織
- AP：鈴木淳司、久田誠司
- ディレクター：水野達也、塩谷泰孝、高田直、高橋寛之、流郷敏隆、香西康位
- 演出：寺田淳史
- プロデューサー：渡辺信也、橋本孔一
- チーフプロデューサー：合田隆信
- 制作協力：ジーヤマ
- 制作：TBSテレビ制作局制作1部
- 製作著作：TBS